# Vítězslav Veselý
Vítězslav Veselý (Hodonín, 27 de fevereiro de 1983) é um atleta do lançamento de dardo tcheco, medalhista olímpico.
Ele terminou em nono no Campeonato Mundial Júnior de 2002. Ele lançou o melhor lance pessoal de 81,20 metros durante a fase de qualificação para as Olimpíadas de 2008 e terminou em décimo segundo na final. Nos Jogos Olímpicos de Verão de 2012 e Jogos Olímpicos de Verão de 2020, conquistou a medalha de bronze com as marcas de 83,34 m e 85,44 m, respectivamente.